# Luca Jaquez
Luca Antony Jaquez (* 2. Juni 2003 in Luzern) ist ein Schweizer Fussballspieler. Der Verteidiger steht beim VfB Stuttgart unter Vertrag und ist Juniorennationalspieler.

## Karriere
Luca Jaquez wurde als Sohn einer Luzerner Mutter und eines dominikanischen Vaters in Luzern geboren.

### Vereine
Er begann mit dem Fussballspielen in seiner Heimatstadt beim SC Obergeissenstein, ehe er in die Jugend des FC Luzern wechselte. Dort durchlief er die Jugendmannschaften bis zur U18. 2021 erhielt er einen Profivertrag über vier Jahre bis 2025 und rückte in die zweite Mannschaft des Vereins in der viertklassigen 1. Liga auf. 2022 konnte er sich mit der Mannschaft für die drittklassige Promotion League qualifizieren. Daneben trainierte er regelmässig mit der Profimannschaft unter Mario Frick mit und debütierte dort im Januar 2022 in der Super League, als er bei der 0:3-Niederlage gegen den FC Basel in der Startaufstellung stand. Bis zum Saisonende gehörte Jaquez noch einige weitere Male dem Spieltagskader in der Super League an, kam jedoch zu keinem weiteren Einsatz. In der anschliessenden Spielzeit 2022/23 bestritt er insgesamt elf Pflichtspiele mit der Profimannschaft, woraufhin sein Vertrag bereits im November 2022 vorzeitig um ein Jahr bis 2026 verlängert wurde. In der Saison 2023/24 konnte sich Jaquez schliesslich als Stammspieler in der Profimannschaft etablieren.
Anfang Februar 2025 wechselte Jaquez zum deutschen Bundesligisten VfB Stuttgart. Dort nahm er zunächst die Rolle eines Ersatzspielers ein und kam erst Ende März im Spiel gegen Eintracht Frankfurt zu seinem Bundesliga-Debüt. Bis zum Saisonende kam er in insgesamt fünf Ligaspielen zum Einsatz. Mit der Mannschaft konnte er im Mai 2025 zudem den DFB-Pokal gewinnen, wobei er das Finale gegen Arminia Bielefeld über die volle Spieldauer bestritt.

### Nationalmannschaften
Im September 2017 debütierte Jaquez in der Schweizer U15-Nationalmannschaft, für die er zwei Partien bestritt. 2021 folgten zwei weitere Einsätze in der U19-Auswahl sowie von 2022 bis 2023 drei Länderspiele mit der U20-Nationalmannschaft. Seit 2023 gehört er der U21-Nationalmannschaft an.

## Titel
VfB Stuttgart
- Deutscher Pokalsieger: 2025